# (2207) Antenor
(2207) Antenor es un asteroide que forma parte de los asteroides troyanos de Júpiter y fue descubierto el 19 de agosto de 1977 por Nikolái Stepánovich Chernyj desde el Observatorio Astrofísico de Crimea, en Naúchni.

## Designación y nombre
Antenor se designó al principio como 1977 QH1.
Más tarde, en 1981, recibió el nombre de «Antenor» en referencia al homónomo personaje de la mitología griega.

## Características orbitales
Antenor orbita a una distancia media de 5,137 ua del Sol, pudiendo acercarse hasta 5,052 ua y alejarse hasta 5,222 ua. Tiene una excentricidad de 0,01658 y una inclinación orbital de 6,808 grados. Emplea 4253 días en completar una órbita alrededor del Sol.

## Características físicas
La magnitud absoluta de Antenor es 8,89. Tiene un periodo de rotación de 7,965 horas y 85,11 km de diámetro. Su albedo se estima en 0,0678. Antenor está asignado al tipo espectral D de la clasificación Tholen.